# 万藾声
万籁声（まんらいせい、繁体字：萬藾聲、Wan Lai Sheng、1903年2月21日 - 1992年8月8日）は、中華人民共和国の中国武術家、著作家。

## 生涯

### 幼少期、青年期
湖北省の裕福な学者の家に生まれた。北京農業大学で学び、卒業後は同大学の教員となった。この大学で劉信洲と出会い、少林拳の劉鶴萬（六波羅蜜）を教わった。また、農業省に勤務していた武術家の杜心五を探し出し、彼から自然門を学んだ。

### 執筆活動
大学に勤務する傍ら、万籁声は『陳宝朝報』に武術に関する一連の記事を執筆した。1928年、これらの記事は『武芸論集』として再出版された。万籁声は、そのキャリアを通じて、さまざまなテーマで16冊の本を執筆した。最もよく知られているのは、『武術の共通基礎』（1927年）で、武術のさまざまな側面について論じたもので、公衆衛生のための武術の普及に明確な重点を置いている。万籁声は『共通基礎』の中で、中国伝統武術の研究と近代化を推奨しており、この要求は約50年後にブルース・リーや他の復活論者たちによって繰り返されることになる。その他、哲学（陰陽哲学）、医学と整骨（中国伝統、推拿）、武術（自然門、Illustrated Shaolin Lou Han Boxing, Essence of Wushu）、歴史伝記（Chang Sun Fen）などの著作がある。

### 武術経歴
文筆活動を始めた頃、万籁声は武術大会への出場でも全国的に有名になりつつあった。1928年、中央国術院の第1回全国大会に出場して成功を収めたことから、広東・広西武術学院の院長に国費で就任する。また、少林羅漢の達人である劉白川（りゅう・ばいせん）の興味を引いた。大会での万籁声の活躍を聞いた劉は、上海から南京に渡り、新参者に挑んだ。劉は上海から南京に向かい、新参者に挑戦した。万籁声は広州に派遣された「五虎」（他は顧魯璋、李賢武、王暁、傅震松）の一人で、武術の方法を教え、指導者としてのキャリアを積む中で、多くの役職を歴任した。中でも霊光武術体育館の責任者、武術軍事訓練センターの主任教官を務めた。また、湖南武術学院を運営し、広西大学でも指導をした。1939年、永安体育師範学校を設立。1944年、福建農林大学体育学部の教授に就任したが、これが最後の教職となった。1952年に福建省委員会に誘われ福建省に移住。1986年に福建省武術学院が万籁声の監修のもと組織され高弟の呂耀鉄が責任者となり多くの生徒を監督指導する。晩年は精力的に講演や更新の育成に励む。1992年に死去後も偉大な武術家で学者でもあり、道教と漢方薬の専門家以上で「武術教育を通して国を救う」というアイデアを持っていた。
十虎のうちの一人と呼ばれた伝説的な武術家晩年は精力的に武術講座を開催して死ぬまで現役の武術家として活躍した。高弟に呂耀鉄などがいる。また中野理男、宗道臣日本少林寺拳法、宗が万籁声から学んだと伝えがあるが真相は不明である。